# Marmara (district, Balıkesir)
Marmara is een Turks district in de provincie Balıkesir en telt 8.597 inwoners (2007). Het district heeft een oppervlakte van 154 km².
De bevolkingsontwikkeling van het district is weergegeven in onderstaande tabel.
| 1997  | 2000  | 2007  |
| ----- | ----- | ----- |
| 8.203 | 9.446 | 8.597 |